# Adkisson SJ-1 Head Skinner
L'Adkinsson SJ-1 Head Skinner était un monoplan monoplace à aile mouette et poste ouvert construit en 1958 par Earl et Jerry Adkisson à Lincoln, Nebraska. Aux alentours de 1963 le moteur d’origine fut remplacé par un Lycoming O-290-G4 de 125 ch (93 kW) par John Canfield.